# Christa B. Allen
Christa Brittany Allen (* 11. November 1991 in Wildomar, Kalifornien) ist eine US-amerikanische Schauspielerin.

## Karriere
Allen wurde 2004 in der Rolle als Jenna Rink in 30 über Nacht bekannt. Dort spielte sie dieselbe Rolle wie Jennifer Garner, allerdings in der jüngeren Ausgabe. Auch in Der Womanizer – Die Nacht der Ex-Freundinnen (2009) traten die beiden in dieser Kombination auf. 
Von 2011 bis 2015 spielte Allen die Charlotte Grayson in der Fernsehserie Revenge.

## Filmografie (Auswahl)

### Filme
- 2004: 30 über Nacht (13 Going on 30)
- 2004: Chocolate Girls
- 2004: Seen
- 2006: A Merry Little Christmas
- 2009: Chasing a Dream
- 2009: Der Womanizer – Die Nacht der Ex-Freundinnen (Ghosts of Girlfriends Past)
- 2009: Youth in Revolt
- 2010: One Wish
- 2011: One Kine Day
- 2011: Deadly Sibling Rivalry (Fernsehfilm)
- 2012: Detention of the Dead
- 2015: Darknet Delivery: A Silk Road Story (Kurzfilm)
- 2016: Hopeless, Romantic (Fernsehfilm)
- 2017: One of Us
- 2017: Dead on Arrival
- 2017: Family of Lies (Fernsehfilm)
- 2017: The Valley
- 2018: The Queen of Sin (Fernsehfilm)
- 2019: When Vows Break (Fernsehfilm)
- 2019: Dying for a Baby (Fernsehfilm)
- 2021: The Fight That Never Ends (Fernsehfilm)
- 2021: Christmas for Keeps (Fernsehfilm)

### Fernsehserien
- 2006: Cake (13 Folgen)
- 2006: Medium – Nichts bleibt verborgen (Medium, eine Folge)
- 2007: Einfach Cory! (Cory in the House, eine Folge)
- 2008: Grey’s Anatomy (eine Folge)
- 2008: Zack & Cody an Bord (The Suite Life on Deck, eine Folge)
- 2009: CSI: Den Tätern auf der Spur (CSI: Crime Scene Investigation, eine Folge)
- 2009: Die Zauberer vom Waverly Place (Wizards of Waverly Place, eine Folge)
- 2009: Emergency Room – Die Notaufnahme (ER, eine Folge)
- 2010: Cold Case – Kein Opfer ist je vergessen (Cold Case, eine Folge)
- 2011–2015: Revenge (74 Folgen)
- 2015: Baby Daddy (4 Folgen)
- 2018: Code Black (eine Folge)
- 2019: Grand Hotel (eine Folge)